# Édifice de la Justice
L'édifice de la Justice (anglais : Justice Building) est un édifice gouvernemental construit entre 1935 et 1938 situé au 294 rue Wellington à Ottawa. Cet édifice de style Château a été conçu par l'architecte Thomas W. Fuller et doit son nom au fait qu'il a anciennement logé le ministère de la Justice. Il a été reconnu édifice fédéral du patrimoine en 1988.
Nommé à l'origine l'Édifice D, il a été construit à l'origine pour servir de bureau et de logement pour la Gendarmerie royale du Canada (GRC). Il a été rénové entre 1998 et 2001 et loge maintenant des bureaux pour les députés de la Chambre des communes du Canada. Il est similaire à l'édifice de la Confédération, qui est situé juste à l'est.

## Culture populaire
Dans la nouvelle Top secret de Ian Fleming, James Bond visite le siège social de la GRC quand il était situé dans cet édifice. La nouvelle contient une description détaillée de l'édifice.